# U Don’t Know Me (Like U Used To)
A U Don’t Know Me (Like U Used To) Brandy amerikai énekesnő hatodik kislemeze második, Never Say Never című stúdióalbumáról. A gyors tempójú dal és remixe Shawnna és Da Brat rapperekkel (mely szerepelt a U Don’t Know Me (Like U Used To) – The Remix EP című kiadványon is) sikeres lett, gyakran játszották a rádiók és televíziók.

## Számlista
CD maxi kislemez (USA)
1. U Don’t Know Me (Like U Used To) (Remix Radio Edit)
2. U Don’t Know Me (Like U Used To) (Album Version)
3. U Don’t Know Me (Like U Used To) (Remix Instrumental)

CD maxi kislemez
1. Never Say Never (Jazz Animal Remix) – 4:25
2. U Don’t Know Me (Like U Used To) (Remix featuring Shawnna & Da Brat) – 3:59
3. U Don’t Know Me (Like U Used To) (Album version) – 4:29
4. Never Say Never (Album version) – 5:09

CD maxi kislemez (Új-Zéland)
1. (Everything I Do) I Do It for You
2. U Don’t Know Me (Like U Used To) (Album version) – 4:29
3. Have You Ever? (Soul Skank Remix)

12" maxi kislemez (USA)
1. U Don’t Know Me (Like U Used To) (Remix) – 6:15
2. U Don’t Know Me (Like U Used To) (Remix Clean Radio Edit) – 4:00
3. U Don’t Know Me (Like U Used To) (Remix Acapella) – 4:45
4. U Don’t Know Me (Like U Used To) (Album version) – 4:29
5. U Don’t Know Me (Like U Used To) (Album version Instrumental) – 4:24
6. U Don’t Know Me (Like U Used To) (Remix Instrumental/Dub) – 4:03

12" maxi kislemez (USA)
1. U Don’t Know Me (Like U Used To) (Rodney Jerkins Remix) – 3:59 (feat. Da Brat, Shaunta)
2. U Don’t Know Me (Like U Used To) (Rodney Jerkins Remix Instrumental) – 5:31
3. U Don’t Know Me (Like U Used To) (Album version) – 4:27
4. U Don’t Know Me (Like U Used To) (Remix A Capella) – 4:45
5. Never Say Never (Jazz Animal Remix) – 4:25
6. Never Say Never (Jazz Animal Remix Instrumental) – 5:31
7. Never Say Never (Album version) – 5:09
8. Never Say Never (A Capella) – 5:29

## Helyezések
| Slágerlista (1999)                    | Legmagasabb helyezés |
| ------------------------------------- | -------------------- |
| USA Billboard Hot 100                 | 72                   |
| USA Billboard Hot R&B/Hip-Hop Singles | 25                   |
| Brit kislemezlista                    | 25                   |
| Kanadai kislemezlista                 | 50                   |
| Új-zélandi kislemezlista              | 28                   |